# حقل بركاني

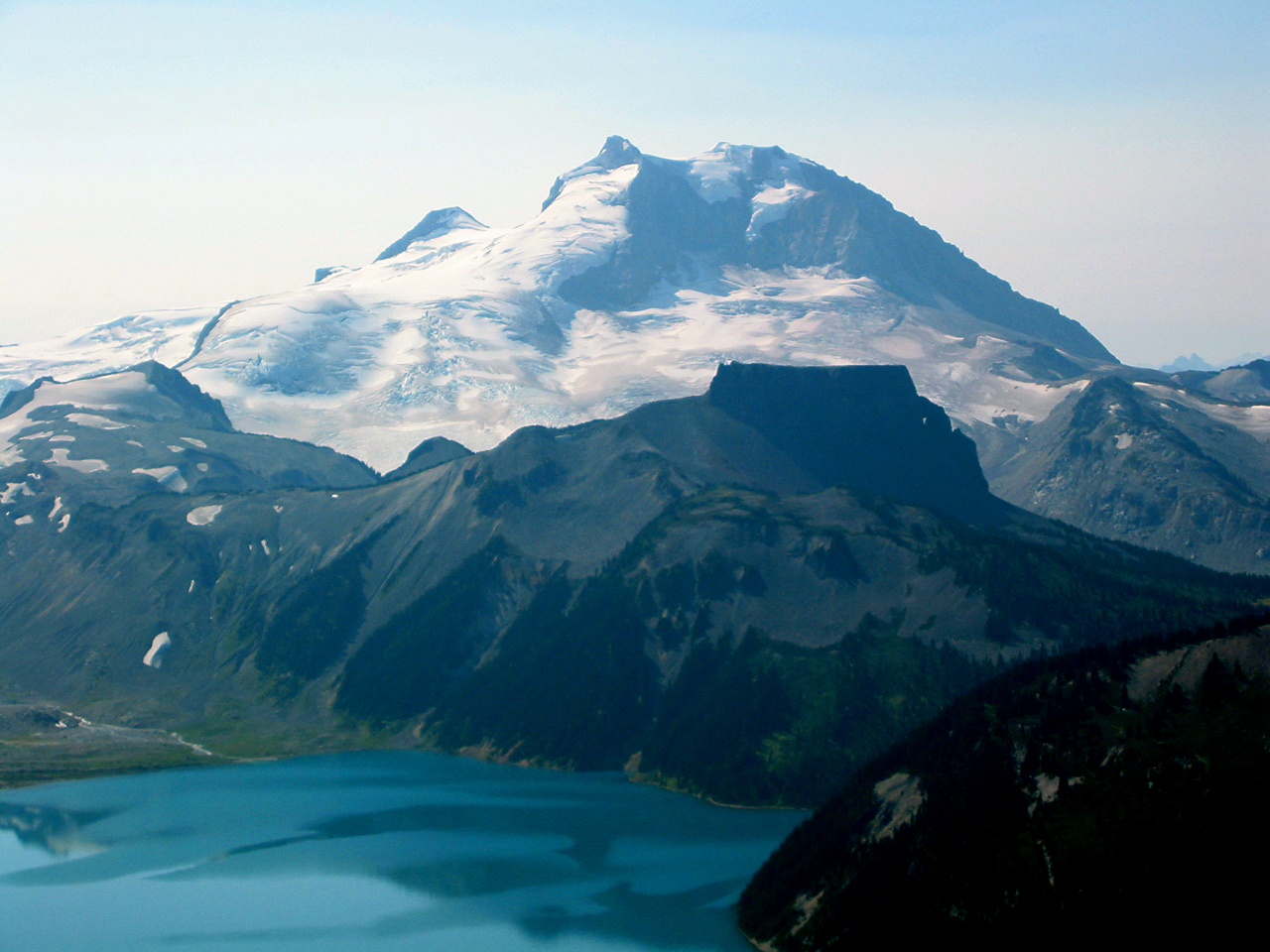
الجانب الشمالي من جبل جاريبالدي المرتفع فوق زا تابل وبحيرة جاريبالدي في حقل بحيرة جاريبالدي البركاني.

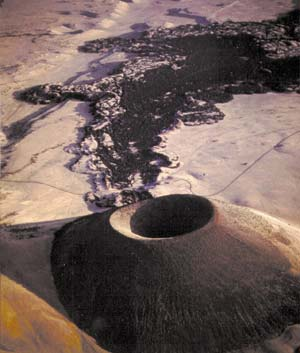
فوهة إس بي في حقل سان فرانسيسكو البركاني هو مخروط جفاء مع تدفق الحمم البازلتية التي تمتد لأكثر من 4 أميال (6 كم).

الحقل البركاني هو منطقة من قشرة الأرض تتميز بوجود النشاط البركاني في محيطها أو تحتها، ويحتوي الحقل البركاني عادةً على عدد من البراكين يتراوح عددها من 10 إلى 100 بركان شكلهم يشبه المخاريط وهم إما متماثلي أو مختلفي الأحجام، وتوجد تلك البراكين عادةً في تجمعات، وقد يحدث تدفق للحمم البركانية إثر مسبب داخلي أو خارجي، أو قد تكون خاملة.

## الوصف
الحقول البركانية عبارة عن مجموعات من البراكين التي تشترك في مصدر مشترك للصهارة. وتتجمع في الحقول على جوانب البراكين العديد من مخاريط الرماد، تكونت من قِبل نشاط بركاني حدث بشكل متقطع على مدى آلاف أو حتى مئات الآلاف من السنين، وقطر هذه المخاريط عادةً ما يكون بين 30–80 كيلومتر (19–50 ميل) وأعدادها في العادة لا تقل عن عشرة وتزيد عن ألف قمع. فالحزام البركاني العابر للمكسيك يحتوي على ما يقرب من 1000 من الأقماع تغطي في مساحتها 60,000 كيلومتر مربع (23,000 ميل2) من الأرض.
لاحظ ألكسندر فون هومبولت في عام 1823 أن البراكين حديثة العمر جيولوجيًا لا تتوزع بشكل عشوائي على سطح الأرض، وإنما تميل إلى التجمع في مناطق محددة. ونادرًا ما توجد البراكين الصغيرة داخل جزء الكراتون من الأرض، وإنما تتكون في نطاق مناطق الاندساس، أو في مناطق الصدع، أو في أحواض المحيطات. أو داخل الصفيحة على طول امتداد النقطة الساخنة.

## أمثلة للحقول البركانية

### كندا
- حقل ألتين البركاني, كولومبيا البريطانية.
- حقل حمم الخراب، كولومبيا البريطانية.
- حقل بحيرة جاريبالدي البركاني، كولومبيا البريطانية.
- حقل جبل كايلي البركاني، كولومبيا البريطانية.
- حقل تيواي البركاني، كولومبيا البريطانية.
- حقل آبار الماء جراي البركاني، كولومبيا البريطانية.
- حقل رانجيل البركاني, إقليم يوكون.

### الولايات المتحدة
- حقل حمم بورنغ، أوريغون.
- حقل البحيرة الصافية البركاني، كاليفورنيا.
- حقل كوسو البركاني، كاليفورنيا.
- انديان هيفين، واشنطن.
- حقل كولورادو المركزية البركاني، كولورادو.
- حقل ماريسفيل البركاني، يوتا.
- حقل سان جوان البركاني، كولورادو.
- حقل راتون كليتون البركاني، نيو ميكسيكو.
- حقل سان فرانسيسكو البركاني، أريزونا.
- حقل تاوس بلاتوه البركاني، مقاطعة تاوس، نيو ميكسيكو.
- حقل ترانس بيكوس البركاني، تكساس.
- حقل رنجيل البركاني، ألاسكا.
- حقل سان بيرناردينو البركاني، أريزونا.

- تل بومبالي, صباح، ماليزيا.
- مجموعة كو لاو ري، فيتنام.
- حقل ميدوب البركاني، السودان.
- حقل أوكلاند البركاني، الجزيرة الشمالية، نيوزيلندا.
- هروج، فزان، ليبيا.
- تشين ديه بيوس، أوفرن، فرنسا.
- بركان إيفل، ألمانيا.